# Сполучне використання (філателія)
У філателії термін «сполучене використання» означає одночасне використання різних типів поштових марок для оплати окремих частин поштового збору за один лист.
Приклади включають додавання клейкої поштової марки до одиниці поштового канцелярського приладдя, на якій уже є відбиток марки, для оплати додаткових поштових витрат, таких як авіапересилання чи плата за реєстрацію, або часткове транспортування пошти місцевою поштовою службою. Такі покриття називаються сполучними покриттями.